# Polypodium wiesbaueri
Polypodium wiesbaueri là một loài dương xỉ trong họ Polypodiaceae. Loài này được Sodiro mô tả khoa học đầu tiên năm 1883.